# Bolinus brandaris
A Bolinus brandaris, comummente conhecida como búzio-canilha ou canilha, é uma espécie de molusco pertencente à família dos muricídeos, caracterizada pela concha amarelada de cerca de oito centímetros de comprimento, dotada de tubo sifonal.
A autoridade científica da espécie é Linnaeus, tendo sido descrita no ano de 1758.
Trata-se de uma espécie presente no território português, incluindo a zona económica exclusiva.
Na antiguidade (principalmente na Grécia Antiga e Roma Antiga), era usado pra produzir a púrpura tíria, corante extremamente caro obtido do Bolinus Brandaris e outras espécies de moluscos, precisava de milhares de moluscos pra obter apenas um pouco de corante, por isso, era símbolo de riqueza e prestígio, sendo disponível apenas pra pessoas muito ricas e importantes.